# Шульговка (Солонянский район)
Шульговка (укр. Шульгівка) — село,
Елизаровский сельский совет,
Солонянский район,
Днепропетровская область,
Украина.
Код КОАТУУ — 1225083505. Население по переписи 2001 года составляло 133 человека .

## Географическое положение
Село Шульговка находится в 3,5 км от левого берега реки Камышеватая Сура,
на расстоянии в 0,5 км от села Новотерноватка и в 1-м км от посёлка Святовасильевка.
По селу протекает пересыхающий ручей.
Рядом проходит автомобильная дорога Т-0420 и
железная дорога, станция Рясное в 1-м км.